# Palacio de los Deportes de Treichville
El Palacio de los Deportes de Treichville (en francés: Palais des sports de Treichville) es una arena localizada en la localidad de Abiyán, la capital del país africano de Costa de Marfil. La capacidad del estadio alcanza las 3500 personas. Su construcción data de 1978. Está situado en la comuna de Abiyán llamada Treichville, y se encuentra junto al Parque de los Deportes (Parc des sports). El polideportivo es un lugar donde se celebran competiciones de balonmano, boxeo y baloncesto, así como muchos otros eventos deportivos. El palacio también es capaz de albergar competiciones de voleibol, de esgrima y artes marciales.

## Historia
El Palacio de Deportes de Treichville acogió en 1985 el Campeonato Africano de Baloncesto.
Sin mantenimiento durante los años 2000 , cayó en un estado de deterioro avanzado e insalubre antes de ser completamente rehabilitado en 2012 por un coste total de 1.865 millones de francos CFA, con vistas a acoger la 8.ª edición del  campeonato mundial de taekwondo francófono. La construcción de un nuevo pabellón deportivo adyacente en 2013, que incluye dos nuevas salas complementarias al pabellón deportivo, permitió acoger el Afrobasket 2013.